# Izet Hajrović
Izet Hajrović (* 4. srpna 1991, Brugg, Švýcarsko) je bosenský fotbalový záložník a reprezentant, který hraje v chorvatském klubu Dinamo Záhřeb. Má bosenské i švýcarské občanství. Účastník Mistrovství světa 2014 v Brazílii za Bosnu a Hercegovinu.
Jeho mladším bratrem je Sead Hajrović.

## Klubová kariéra
Hajrović strávil 9 sezón v letech 2000–2009 v mládežnické akademii Grasshopperu. Hrál zde i se svým bratrem Seadem, který potom odešel do anglického Arsenalu. V sezóně 2009/10 Izet pronikl do A-týmu Grasshopperu, kde se opět sešel s bratrem po jeho návratu z Anglie. V lednu 2014 přestoupil do tureckého Galatasaray SK.
V červenci 2014 přestoupil do německého klubu SV Werder Bremen. V roce 2018 se upsal chorvatskému Dinamu Záhřeb.

## Reprezentační kariéra

### Švýcarsko
Izet Hajrović byl členem švýcarských mládežnických výběrů. Za A-mužstvo Švýcarska odehrál jediný zápas, 14. listopadu 2012 nastoupil v 83. minutě na hřiště v přátelském utkání proti domácímu Tunisku, Švýcaři zvítězili na půdě soupeře 2:1.

### Bosna a Hercegovina
13. srpna 2013 FIFA potvrdila, že může nastupovat za národní tým Bosny a Hercegoviny (neboť za Švýcarsko nenastoupil v soutěžním zápase, ale pouze v přátelském, což neodporuje pravidlům).
26. srpna 2013 jej reprezentační trenér Safet Sušić zařadil do kádru pro kvalifikační dvojutkání se Slovenskem. V bosenském reprezentačním A-mužstvu debutoval Izet 6. září 2013 na domácím stadionu Bilino Polje v Zenici v kvalifikačním utkání na MS 2014 proti Slovensku, který Bosna prohrála 0:1 (nastoupil v závěru druhého poločasu za Harise Medunjanina). Šlo o první porážku bosenského týmu v tomto kvalifikačním cyklu. Nastoupil i v odvetném kvalifikačním zápase 10. září 2013 v Žilině, kde Bosna porazila Slovensko 2:1 a uchovala si naději na první místo v základní skupině G. Šel na hřiště v 76. minutě za Zvjezdana Misimoviće a o dvě minuty později vstřelil vítězný gól, krásná střela z cca 25 metrů zaplula za záda slovenského brankáře Jána Muchy. Měl tedy podíl na historicky prvním postupu Bosny a Hercegoviny na mundial (definitivní jistota byla po posledním kvalifikačním utkání s Litvou).
Zúčastnil se Mistrovství světa 2014 v Brazílii, kde Bosna a Hercegovina obsadila se 3 body nepostupové třetí místo v základní skupině F.